# 赛氏篱莺
，是雀形目苇莺科的一种鸟类。

## 特征
赛氏篱莺体重约9.3克，翼长约60.6毫米，嘴峰长约17.8毫米，喙宽度约3.1毫米，喙厚度约2.6毫米，跗蹠长约18.5毫米，尾长约52毫米。赛氏篱莺是候鸟，其栖息在开放的灌木丛中，食性为肉食性，主要食物来源是陆生无脊椎动物。

## 分布
中东地区至中亚和中国西部；在南印度和斯里兰卡越冬。